# Aulacaspis latissima
Aulacaspis latissima är en insektsart som först beskrevs av Cockerell 1897.  Aulacaspis latissima ingår i släktet Aulacaspis och familjen pansarsköldlöss. Inga underarter finns listade i Catalogue of Life.